# Ya Basta ! (groupe)
Pour les articles homonymes, voir Ya basta.
« Ya basta ! » redirige ici. Pour le court-métrage, voir Ya basta ! (film).
 (juillet 2015).
Si vous disposez d'ouvrages ou d'articles de référence ou si vous connaissez des sites web de qualité traitant du thème abordé ici, merci de compléter l'article en donnant les références utiles à sa vérifiabilité et en les liant à la section « Notes et références ».

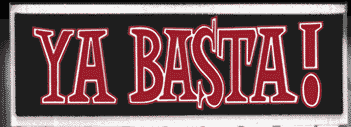
Logo du groupe

Ya Basta ! est un groupe rock'n'ska de Paris-banlieue formé en 1993 par Ol et Cidou.

## Historique
Inspiré par la mouvance alternative des années 80, Ya Basta ! produit une musique rock aux textes libertaires. 
La formation initiale se compose de Cidou à la guitare, de Guillaume à la basse et de Ol au chant. Le trio utilise une boîte à rythme et compose ses premiers morceaux comme EZLN, Chiapas, Système scolaire et la Force du droit. Très vite le groupe ressent la nécessité d'avoir un batteur. En juin 1994, Ol  qui a rencontré K-no à la fac, lui propose de jouer dans le groupe qui s'appelle alors Chiapas. Par l'intermédiaire de Cidou, Bobo trompettiste, rejoint la formation. Le groupe décide d'enrichir ses morceaux rock par des sonorités ska. Un premier concert a lieu dans un wagon à Brétigny sur Orge, au début de l'année 1995. En décembre, alors que la France connaît l'un de ses plus grands mouvements sociaux, le groupe donne un concert dans la fac occupée de Tolbiac.
En 1996, changement de nom : Chiapas devient Ya Basta !  Le nom a été choisi en référence au mot d'ordre zapatiste dernier mouvement révolutionnaire du XXe siècle.
En 1999, Ya Basta ! prend sa forme quasi définitive. Guillaume laisse sa place à Lolo à la basse et la formation accueille une section cuivre avec Manu au trombone et Marco au saxo cuivre. C'est à cette même époque que K-no abandonne la batterie. L'ex-batteur se consacre pleinement au chant; La musique devient alors rock'n'ska. Une démo 4 titres est enregistrée en janvier 2000. C'est à partir de cet enregistrement que sont extraits les deux morceaux de split Ya Basta!/Action Directe. Cette même année, le groupe participe à des concerts dans les squats (dont celui des Lilas) et joue pour la première fois à Rennes en juin 2000. 
La scène militante fait de plus en plus appel à Ya Basta ! pour ses concerts de soutien. 
Proche de la CNT, du SCALP et de la FA, les concerts de soutien se multiplient à travers la France. 
De ces dates naîtra une proximité avec le RASH et de nombreux groupes comme les Skuds, Los Tres Puntos et la Brigada Flores Magon. 
Ya Basta ! participe au Festival Rude Boys Unity, à Genève (CH), en 2001, 2002 et 2003.

## Membres

### 1993 à 1999
- chant : Ol
- guitare : Cidou
- basse : Guillaume
- batterie : K'no
- trompette : Bobo

### Dernier Line-Up
- chant : Ol et K'no
- guitare : Cidou et Jyv
- bass : Lolo
- trombone : Manu
- sax : Vince

Les textes sont pour la plupart écrits par Ol et les musiques composées par Cidou.

## Avenir des membres
On peut retrouver quelques membres du combo dans divers groupes tels que « Cartouche », « Tulamort » (street punk) et « Shiver Effect » (hardcore) avec Lolo, « Los Tres Puntos » (ska) avec Vince, « Midnight Rovers » (rock'n'roll) avec Cidou, « Gilbert et ses Problèmes » (punk ska) et « Cppn »(punk) avec Jiv. K'no, Ol, Lolo ont formé un groupe Red Riding (Rock garage)

## Discographie
- 1999 : Rassembler pour lutter, avec Action directe (groupe) - Split EP[2],[3].
- 2002 : Lucha y fiesta - LP / CD[4].
- 2004 : Toujours debout - LP / CD[5].
- 2006 : Sans Retour - LP / CD[6].